# Union megye (Észak-Karolina)
Union megye az Amerikai Egyesült Államokban, azon belül Észak-Karolina államban található. Megyeszékhelye és legnagyobb városa Monroe. Lakosainak száma 238 267 fő (2020. április 1.). Union megye Cabarrus, Stanly, Anson, Chesterfield, Lancaster és Mecklenburg megyékkel határos.

## Népesség
A megye népességének változása:
| Lakosok száma | 202 171 | 205 171 | 208 498 | 212 756 | 222 742 | 238 267 |
|               | 2010    | 2011    | 2012    | 2013    | 2015    | 2020    |